# 키네신

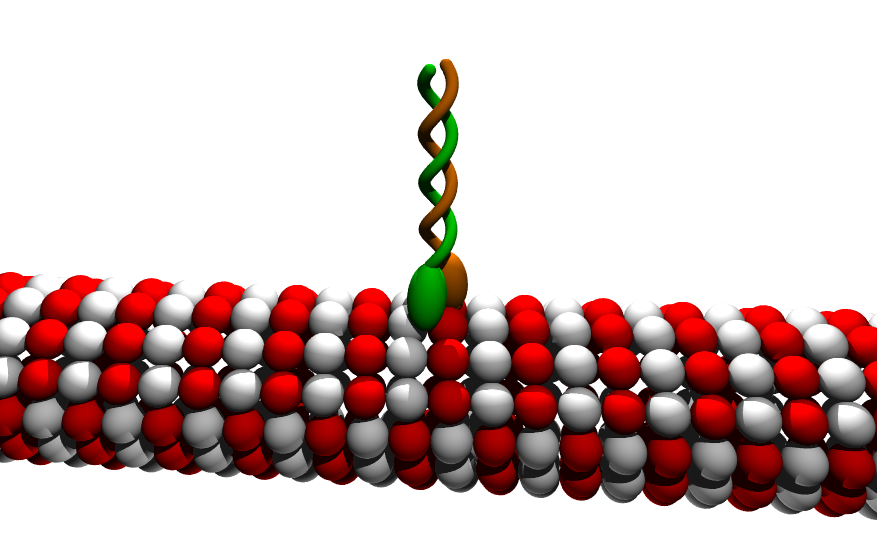
미세소관 위를 움직이는 키네신 이합체

키네신(kinesin)은 운동단백질의 한 종류로 진핵세포에서 발견된다. 키네신은 ATP 가수분해효소를 통해 ATP를 가수분해하여 미세소관 위를 움직인다.

## 물질 운반
운동단백질은 세포 내에서 물질을 운반하는 역할을 한다. 포도당과 같은 물질들이 운반되는 방법으로 수송소포에 의한 운반이 일어날 수 있지만 미토콘드리아와 같은 세포소기관은 운동단백질에 의해 운반된다. 키네신의 운반은 미세소관을 따라 일어나며 ATP 가수분해효소를 이용하여 ATP를 가수분해 시킬 때 나오는 에너지를 이용하여 다음 결합자리까지 움직인 후 결합하는 것을 반복하여 물질을 운반한다. 실제 세포 내에서 일어나는 키네신에 의한 물질 운반의 대표적인 예는 뉴런에서 신경전달물질을 운반하는 과정을 들 수 있는데, 뉴런의 신경세포체에서 합성된 신경전달물질은 키네신에 의해 시냅스까지 운반되어 시냅스틈으로 방출된다.

## 운동 방향
운동단백질은 그 종류에 따라 미세 소관 위에서 특이적인 방향을 향해 움직인다. 대부분의 키네신은 (-)말단으로부터 (+)말단으로 움직이기 때문에 많은 세포 내에서는 세포 중심으로부터 세포 말단 방향으로 물질을 운반하게 된다. 또 다른 운동단백질인 디네인의 경우 (+) 말단으로부터 (-)말단으로 움직인다.

## 종류
인간에게 존재하는 키네신의 종류는 다음과 같다.
- 1A – KIF1A
- 2A – KIF2A, 2C – KIF2C
- 3B – KIF3B, 3C – KIF3C
- 4A – KIF4A, 4B – KIF4B
- 5A – KIF5A, 5B – KIF5B, 5C – KIF5C
- 6 – KIF6
- 7 – KIF7
- 9 – KIF9
- 11 – KIF11
- 12 – KIF12
- 13A – KIF13A, 13B – KIF13B
- 14 – KIF14
- 15 – KIF15
- 16B – KIF16B
- 17 – KIF17
- 18A – KIF18A, 18B – KIF18B
- 19 – KIF19
- 20A – KIF20A, 20B – KIF20B
- 21A – KIF21A, 21B – KIF21B
- 22 – KIF22
- 23 – KIF23
- 24 – KIF24
- 25 – KIF25
- 26A – KIF26A, 26B – KIF26B
- 27 – KIF27
- C1 – KIFC1, C2 – KIFC2, C3 – KIFC3

경사슬:
- 1 – KLC1, 2 – KLC2, 3 – KLC3, 4 – KLC4

## 같이 보기
- 디네인
- 분자 모터